# 3104-es mellékút (Magyarország)
A 3104-es számú mellékút egy négy számjegyű mellékút Pest és Heves vármegyék határvidékén. Fő feladata a Gödöllő és Hatvan közötti, a 3-as főút által nem érintett települések közötti kapcsolat létesítése.

## Nyomvonala
A 3-as főútból ágazik ki, annak 29+350-es kilométerszelvénye közelében, Gödöllő központjában, Gödöllő, Palotakert HÉV-állomás mellett, dél felé. Első szakasza az Állomás utca nevet viseli, itt a HÉV vágányai mellett húzódik; elhalad annak végállomása mellett, majd nem sokkal később keletnek fordul és keresztezi a Budapest–Hatvan-vasútvonalat. Innentől a neve Gödöllő belterületének széléig Köztársaság utca. Hetedik kilométerének elérése előtt lép át Valkó területére, melynek első házait a 11. kilométere után, központját a 14. kilométer környékén éri el. Települési neve itt Szabadság út.
15. kilométere után lép át Vácszentlászló területére, ahol Valkói út a neve és nagyjából végig a településen kelet-északkeleti irányban halad. A község főterénél, a 15+900-as kilométerszelvény közelében ágazik ki belőle a 3106-os út, illetve egy pici átkötő út 31 602-es számozással; onnantól a Turai út nevet veszi fel.
A 18. kilométere után északkeletnek fordul és hamarosan átlép Tura területére. Ott több iránytörése is van, ezek ellenére a települési neve jó darabon Vácszentlászlói út, majd egy rövid szakasza a Régi piactér nevet viseli, onnantól pedig Táncsics Mihály út a neve. Nem sokkal a 23. kilométere előtt egy körforgalomba ér, ott találkozik a 3105-ös úttal, amely itt a 12+300-as kilométerszelvényénél jár. Ettől kezdve Hatvani út a neve a település lakott területének széléig; ott keresztezi a Galga folyását, majd a 25. kilométere közelében kiágazik belőle délkelet felé a 31 121-es út, Boldog felé.
A 26+800-as kilométerszelvénye közelében ismét keresztezi a vasutat, amely itt továbbhaladva már Boldog területén húzódik tovább, de az út nem lép be ez utóbbi községbe, csak Tura és Boldog, valamint Pest és Heves vármegye határvonalaként húzódik a következő szakaszon. 28. kilométerénél éri el a két község és Hatvan hármashatárát, ahol északnak fordul, és úgy is halad egészen a végpontjáig, az utolsó szakaszán már a Turai út nevet viselve. Hatvan belterületén ér véget, visszatorkollva a 3-as főútba, annak 55+500-as kilométerszelvényénél.
Teljes hossza, az országos közutak térképes nyilvántartását szolgáló kira.gov.hu adatbázisa szerint 29,719 kilométer.

## Története
1934-ben a kereskedelem- és közlekedésügyi miniszter 70 846/1934. számú rendelete a Hatvan és Tura közti szakaszát másodrendű főúttá nyilvánította, az akkor Ceglédig húzódó 31-es főút részeként. Érdekesség, hogy a döntés annak ellenére született meg, hogy az útszakasz (a rendelet alapján 1937-ben készült térkép tanúsága szerint) még kiépítetlen volt (hasonlóan a Tura-Vácszentlászló szakaszhoz, amit a térkép még mellékútként sem jelölt).

## Települések az út mentén
- Gödöllő
- Valkó
- Vácszentlászló
- Tura
- (Boldog)
- Hatvan